# Robbin Ruiter
Robbin Ruiter (* 25. März 1987 in Amsterdam) ist ein niederländischer Fußballtorwart.

## Werdegang
Ruiter wurde in Amsterdam geboren und verbrachte seine Kindheit in Volendam. Im Alter von fünf Jahren begann er seine Fußballerkarriere beim RKAV Volendam, wo er wie sein Vater im Tor sein wollte. Anschließend wechselte er zur Jugendakademie des FC Volendam, wo er von vielen als großes Talent angesehen wurde. In der Saison 2007/08 engagierte sich Ruiter zunehmend in der ersten Mannschaft unter Trainer Stanley Menzo. In der Saison 2008/09 schloss er sich endgültig der ersten Mannschaft an, in der er hinter Jeroen Verhoeven und Harmen Kuperus der dritte Torhüter wurde.
Nachdem Verhoeven in der Saison 2009/10 zum AFC Ajax wechselte, wurde er der zweite Torhüter hinter Theo Zwarthoed, der vom RKC Waalwijk nach Amsterdam wechselte. Am 20. November 2009 gab er aufgrund einer Verletzung von Zwarthoed sein Debüt im Profifußball im Heimspiel gegen Helmond Sport. Obwohl das Match verloren ging, wurde Ruiter in seinem Debüt-Match sofort zum Mann des Matches ernannt. Danach ging seine Karriere schnell. Ruiter gewann den Konkurrenzkampf gegen Zwarthoed und errang damit seinen Stammplatz im Volendam-Team. In der Saison 2011/12 war er eine tragende Kraft für den Verein. Verschiedene Vereine, darunter Feyenoord, FC Groningen, Newcastle United und Southampton FC, zeigten Interesse an dem Spieler. Am 18. April 2012 gab der FC Utrecht bekannt, dass Ruiter einen Vertrag für vier Jahre unterzeichnet hat. Er wurde daraufhin regelmäßig in der Eredivisie eingesetzt. Im September 2014 wurde der Vertrag vorzeitig bis Mitte 2017 verlängert. In den fünf Jahren beim Verein absolvierte Ruiter insgesamt 142 Partien für Utrecht.
Im August 2017 wechselte Ruiter ablösefrei zum AFC Sunderland in die Football League Championship. Nach zwei Jahren als Ersatztorhüter in England wechselte er zurück in seine Heimat. Er unterschrieb einen Vertrag bei der PSV Eindhoven. Dort kam er am 16. September 2019 zu seinem ersten und auch einzigen Einsatz für PSV. Im August des folgenden Jahres unterschrieb Ruiter bei Ligakonkurrent Willem II Tilburg und ab dem Sommer 2022 stand er ein Jahr beim SC Cambuur unter Vertrag. Anschließend war er fünf Monate ohne Verein, ehe ihn am 3. Dezember 2023 der dänische Erstligist FC Nordsjælland für die verbleibenden Spiele bis zur Winterpause kurzzeitig als Ersatztorhüter verpflichtete und mit einem Vertrag bis zum Jahresende ausstattete.

## Sonstiges
Sein Onkel Jan Ruiter (* 1946) war ebenfalls Fußballtorwart. Mit dem belgischen Erstligisten RSC Anderlecht gewann er unter anderem 1976 den Europapokal der Pokalsieger.